# Friedrichshafens flygplats
Friedrichshafens flygplats (tyska: Flughafen Friedrichshafen), även känd som Flughafen Bodensee, Friedrichshafen, (IATA: FDH, ICAO: EDNY) är en mindre internationell flygplats ca 3 km norr om Friedrichshafen vid Bodensjön i södra Tyskland. Flygplatsen är den tredje största i delstaten Baden-Württemberg efter Stuttgart och Karlsruhe/Baden-Baden, med ca 340 000 passagerare 2022. Friedrichshafen har flyg till europeiska storstads- och fritidsdestinationer. På grund av sin närhet till de österrikiska alperna används den också flitigt under vintern av skidturister.
Kongresscentret Messe Friedrichshafen ligger strax norr om flygplatsens landningsbana. Centret är värd för en årlig europeisk allmänflygkonferens AERO Friedrichshafen och andra konferenser.

## Historik
Flygplats etablerades vid Löwental, nordost om Friedrichshafen 1915 när de första hangarerna byggdes. De första reguljära passagerarflygen med Zeppelin-luftskepp startade härifrån, långt innan de flyttades till Frankfurt/Zeppelinheim.
Friedrichshafen såg sina första reguljära passagerarflygningar 1929 med Deutsche Luft Hansa-tjänster till Stuttgart-Böblingen flygplats. År 1935 gjordes flygningarna i Junkers Ju-52 passagerarflygplan. Viktiga ingenjörsfirmor som Maybach och Zahnradfabrik Friedrichshafen (ZF), dotterbolag till Luftschiffbau Zeppelin GmbH, grundades också i Friedrichshafen. Under andra världskriget flögs deras motorer och växellådor för stridsvagnar direkt från flygplatsen till exempelvis Kharkov, för att fylla på välbehövliga förnödenheter under slaget vid Kursk.
Delta Air etablerade de första framgångsrika regionala flygningarna efter kriget 1978, som flög till Stuttgart och Zürich. En ny terminalbyggnad och landningsbana byggdes mellan 1988 och 1994. Ytterligare en ny terminal öppnades 2010.
InterSky, som är baserad på flygplatsen, stängde av sin nyckelrutt till Köln Bonn Airport, som man hade trafikerat i sju år, i oktober 2010 på grund av hård konkurrens från Germanwings som började flyga samma rutt våren 2010. Germanwings stängde rutten den 14 juni 2015.
Den 5 november 2015 upphörde InterSky med all verksamhet på grund av ekonomiska svårigheter, vilket ledde till att inrikesförbindelser till Berlin, Hamburg, Köln och Düsseldorf upphörde. I december 2015 tillkännagavs att flygplatsen kunde behöva ekonomiskt stöd från sina majoritetsägare – staden Friedrichshafen och det omgivande länet – eftersom nedläggningen av InterSky – en av flygplatsens största kunder – ledde till ekonomiska svårigheter.
I december 2015 meddelade VLM Airlines att även de skulle basera tre flygplan i Friedrichshafen för att ta över inrikeslinjerna till Berlin, Düsseldorf och Hamburg som tidigare tillhandahållits av InterSky. VLM gick dock i konkurs i juni 2016 och lämnade dessa rutter övergivna igen. År 2019 tillkännagav Sun-Air of Scandinavia, en franchisetagare från British Airways, rutter från Friedrichshafen till Düsseldorf, Hamburg och Toulouse med endast Düsseldorf-tjänsten var kvar 2021, delvis på grund av covid-19-pandemin.

## Flygbolag och destinationer
Följande flygbolag bedriver reguljära reguljärflyg och charterflyg på Friedrichshafen flygplats:
| Flygbolag         | Destinationer                                                                      |
| ----------------- | ---------------------------------------------------------------------------------- |
| Avanti Air        | Säsong charter: Calvi (begins 28 April 2024), Preveza/Lefkada (begins 11 May 2024) |
| Aegean Airlines   | Säsong charter: Heraklion, Rhodes                                                  |
| Condor            | Säsong: Palma de Mallorca                                                          |
| Corendon Airlines | Säsong: Antalya, Hurghada                                                          |
| easyJet           | Säsong: London–Gatwick                                                             |
| Lufthansa         | Frankfurt                                                                          |
| Wizz Air          | Skopje                                                                             |